# Ostrołódka Hallera
Ostrołódka Hallera (Oxytropis halleri Bunge ex W.D.J.Koch) – gatunek rośliny wieloletniej z rodziny bobowatych. Występuje w zachodniej i środkowej Europie. We florze Polski gatunek rodzimy znany tylko z pojedynczych stanowisk w Tatrach.

## Rozmieszczenie geograficzne
Rzadki gatunek wysokogórski. Występuje tylko w górach Europy: w Alpach, Pirenejach, górach Szkocji, w Karpatach i na jednym stanowisku na Półwyspie Bałkańskim. W Karpatach Wschodnich występuje tylko w ich południowej i wschodniej części, w Karpatach Zachodnich wyłącznie w Tatrach. W Polsce występuje wyłącznie na obszarze Tatr Zachodnich i to tylko na trzech stanowiskach: na opadających do Doliny Iwaniackiej stokach Kominiarskiego Wierchu (na wysokości 1490–1620 m n.p.m.), powyżej Wąwozu Kraków (ok. 1410–1620 m n.p.m.) i na Wysokim Grzbiecie (ok. 1600–1750 m n.p.m.). Częściej natomiast występuje na słowackiej stronie Tatr.

## Morfologia

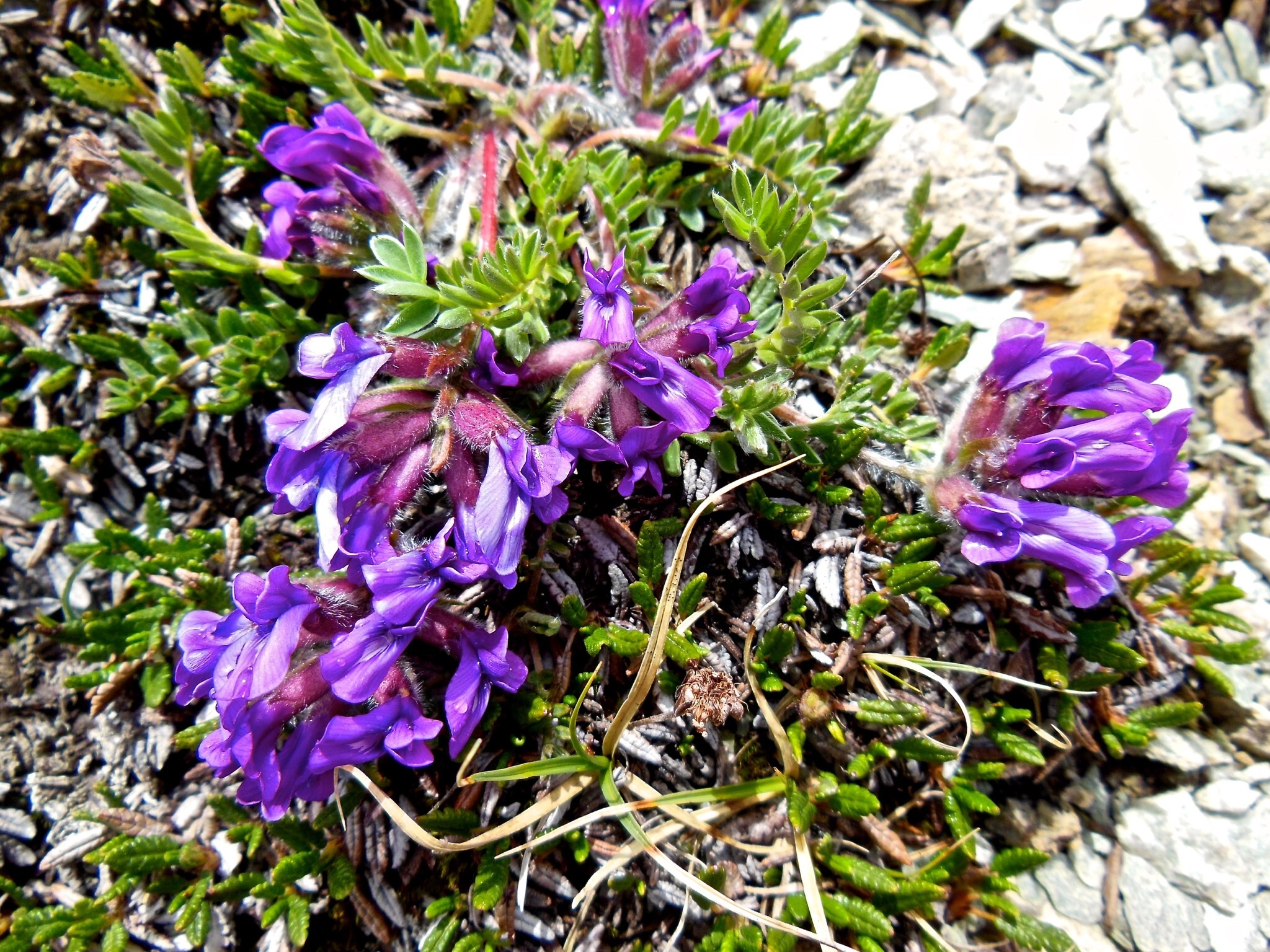
Pokrój

ŁodygaBardzo skrócona i pokryta kosmatymi włoskami. Cała roślina (wraz z liśćmi) ma wysokość 10–40 cm.
LiścieNieparzysto-pierzaste, wzniesione do góry, złożone z 9–16 par listków. Wszystkie liście wyrastają z różyczki liściowej na skróconej łodydze. Przysadki sięgają co najmniej do połowy długości rurki kielicha, czasami bywają nawet dłuższe od niego.
KwiatyZebrane w główkowaty kwiatostan na szczycie długiej i grubej szypułki wyrastającej powyżej liści. Kwiaty motylkowe o długości ok. 2 cm. Kielich pokryty odstającymi, białymi włoskami, a jego rurka jest 3–4 razy dłuższa od ząbków. Korona niebieskofioletowa, jej żagielek jest dłuższy od skrzydełek.
OwocPodługowaty, rozdęty strąk. Ma długość ok. 2 cm i pokryty jest odstającymi, białymi włoskami. Niemal zupełnie podzielony jest dwoma listewkami.

## Biologia i ekologia
Bylina, hemikryptofit. Kwitnie od czerwca do sierpnia. Roślina owadopylna. W Tatrach rośnie w murawach na podłożu wapiennym, na bardzo płytkiej, próchnicznej glebie. Gatunek charakterystyczny dla Ass. Festuco-versicoloris-Seslerietum. Liczba chromosomów 2n = 32.

## Zagrożenia i ochrona
Informacje o stopniu zagrożenia w Polsce na podstawie:
- Według kryteriów IUCN gatunek narażony w polskich Karpatach (Kategoria VU)[5].
- Czerwonej listy roślin i grzybów Polski (2006)[8]: R (rzadki, potencjalnie zagrożony); 2016: VU (narażony)[9].
- Polskiej czerwonej księgi roślin (2001): EN (zagrożony); 2014: VU (narażony)[10].

W Polsce rośnie wyłącznie na obszarze Tatrzańskiego Parku Narodowego. Stanowisko na Kominiarskim Wierchu jest bezpieczne, gdyż znajduje się z dala od szlaków turystycznych, dodatkowo w terenie skalistym i trudno dostępnym. Stanowisko w Wąwozie Kraków może być zagrożone przez grotołazów penetrujących znajdujące się w tej okolicy jaskinie. Największym jednak zagrożeniem jest niewielka liczba stanowisk i mała liczebność populacji. Ochrona bierna uznana została za wystarczającą, jednak konieczny jest monitoring stanowisk.